# Dina Rae
Dina Rae (Los Angeles, 16 maggio 1978) è una cantante statunitense, famosa per i suoi duetti con il rapper Eminem.
A parte Infinite, Encore e Recovery, è comparsa in tutti gli LP del rapper sempre alla traccia numero 13, guadagnandosi così il soprannome di Track 13.

## Solista
Da solista ha fatto poco, appena un mixtape e un singolo:
- 2004: And? (Motown Records) (Singolo)
- The Dina Rae Show (con la Optik Records) (Mixtape)

### Curiosità
- In YouTube si trova il video musicale della canzone The Hook, la quale dovrebbe essere inclusa nel suo nuovo album insieme alla canzone The Game. Il video di quest'ultima è disponibile sul sito myspace della cantante. Entrambi i video sono stati diretti da Rafaèl Garcia.

## Collaborazioni
- 1999: "Cum on Everybody" con Eminem (da The Slim Shady LP)
- 2000: "Drug Ballad" con Eminem (da The Marshall Mathers LP)
- 2001: "Pimp Like Me" con i Dirty Dozen (da Devil's Night)
- 2001: "Renegades (versione da 8 minuti)" con Jay-Z, Eminem, Ms. Korona e Royce Da 5'9"
- 2002: "Superman" con Eminem (da The Eminem Show)
- 2004: "Bitch" con i Dirty Dozen (da D12 World)
- 2005: "Hott!" con Mu
- 2006: "Can't Wait" con Jin e Yung Mac (da I Promise)
- 2006: "Doin' What I Do" con Jin (da I Promise)
- 2006: "Ride Wit Me" con Obie Trice
- 2013: "Welcome to L.A." con King Lil G